# Nhlangano
Nhlangano (nekoć Goedgegun) grad je na jugu Esvatinija, sjedište okruga Shiselweni. Nalazi se 10-ak km od granice s Južnoafričkom Republikom. Stanovništvo se bavi poljoprivredom i trgovinom. Ime grada znači "mjesto susreta": naziv je nastao 1947. nakon susreta kralja Sobhuze II. s engleskim kraljem Đurom. Pored grada se nalazi SOS Dječje selo.
Nhlangano je 1997. imao 6.540, a po procjeni iz 2013. 7.215 stanovnika.